# Prostitution en Belgique
La prostitution en Belgique est légale depuis la loi du 21 août 1948 supprimant la réglementation de la prostitution.
Depuis 2022, la prostitution en Belgique est décriminalisée. Depuis 2024, les prostitués en Belgique ont la possibilité d'effectuer leur métier en tant qu'employés sous un contrat de travail avec des droits du travailleur et des obligations de la part de l'employeur qui en découlent.
Le proxénétisme, la prostitution contrainte et la prostitution de personnes mineures ou en situation illégale sont en revanche interdites.

## Histoire

### Début du réglementarisme
L'article 96 de la loi communale du 30 mars 1836 donne aux communes la responsabilité de réglementer l'exercice de la prostitution, qu'elle ait lieu dans des maisons closes ou ailleurs, dans des maisons de passe ou à domicile,. À Bruxelles, la prostitution est réglementée pour la première fois en 1844, sous l'influence de la France et des Pays-Bas. Cette réglementation inspire celles de plusieurs autres communes belges.
La prostitution est alors vue comme un mal nécessaire qu'il convient cependant de surveiller. La surveillance, le contrôle et la répression sont entièrement assurés par la police communale et en particulier la police des mœurs, en dehors du circuit judiciaire classique, dans un but à la fois de maintien de l'ordre et de la santé publique.
Pour faciliter le contrôle et la récolte d'informations à la fois sur les prostituées et sur les clients, l'existence des maisons closes est encouragée. Le racolage est interdit. Les prostituées, qui doivent être majeures, sont également tenues de figurer sur un registre de police et de disposer d'un livret officiel avec leur nom, l'adresse de leur établissement et leurs caractéristiques physiques,. Elles doivent se soumettre à des contrôles médicaux deux fois par semaine, sous peine d'amende ou d'emprisonnement si elles ne s'y plient pas, Ces visites sont opérées par un médecin inspecteur et un inspecteur-contrôleur qui vérifie le travail du premier, avec la présence de la police. Les prostituées paient ces visites 50 centimes, et le résultat est apposé sur leur livret de prostituée. Leur comportement hors de la maison de tolérance est réglementé : elles ne peuvent racoler à l'extérieur, n'ont pas le droit de se réunir dans la rue. Les filles « éparses » (n'exerçant pas en maison close) voient leurs trajets limités après la tombée de la nuit.
Les tenanciers sont également soumis à des contrôles,. Ils doivent déclarer les identités de chacune de leurs pensionnaires ainsi que leurs fréquentations et leurs déplacements d'un établissement à un autre. La police peut opérer un contrôle dans les maisons à n'importe quel moment.
L'existence de maisons closes est contrôlée, elles doivent être situées dans des lieux approuvés par le collège échevinal et leur implantation est interdite à proximité des écoles, des lieux de religion et des établissements publics. Elles font l'objet de contrôles réguliers. Suivant les villes, la réglementation diffère sur la signalétique que doivent adopter les maisons closes. À Bruxelles, les maisons closes sont signalées par une lanterne ronde apposée au-dessus de la porte, tandis qu'à Verviers, aucun signe ne doit permettre de distinguer l'immeuble d'un autre. Les prostituées sont parfois tenues de ne pas se montrer ni aux portes ni aux fenêtres, ou bien les fenêtres doivent comporter des rideaux.
Le contrôle des prostituées devient en Belgique entre les années 1840 et 1880 réglementé à un point que le terme d'hyperréglementarisme est employé par des historiens,,. Des groupements de policiers étrangers viennent même en Belgique pour s'inspirer de son système. Cependant, devant l'augmentation de la prostitution clandestine face à cette réglementation, la répression s'accentue et la réglementation des maisons closes est allégée en 1877, notamment concernant l'accès de mineures de moins de 21 ans aux maisons de tolérance dans la ville de Bruxelles.

### L'affaire de la traite des Blanches et essor de l'abolitionnisme
En 1880 et 1881 survient le scandale de la traite des Blanches, ou « affaire des petites Anglaises » consécutive à la découverte de jeunes prostituées mineures originaires d'Angleterre, prisées de la clientèle huppée bruxelloise, dans des établissements de prostitution à Bruxelles. La prostitution de mineures est alors interdite dans les maisons closes, sauf si les prostituées mineures ont déjà été inscrites auparavant au rôle de la prostitution, ou si elles ont été inscrites au rôle de leur pays d'origine si elles viennent de l'étranger. Néanmoins, il n'existe alors pas de registre des prostituées en Grande-Bretagne, où les jeunes filles peuvent se prostituer à partir de l'âge de 12 ans. La falsification des documents de naissances permet alors de faire passer des mineures britanniques pour des prostituées majeures qui n'ont pas à prouver leur expérience prostitutionnelle et qui peuvent exercer dans des maisons closes. Ainsi, entre 1878 et 1880, une quarantaine de prostituées mineures belges et étrangères, notamment anglaises, sont retrouvées dans les maisons de tolérance bruxelloises.
L'affaire de la traite des Blanches ne débouche sur aucune réforme en Belgique concernant la prostitution, mais donne lieu à un débat national. L'affaire des petites Anglaises est interprétée comme l'échec de cinquante années de réglementarisme rigide, ayant seulement abouti au développement de la prostitution clandestine au lieu de la réguler. Paradoxalement, les abolitionnistes belges souhaitent criminaliser la prostitution grâce à l'outil législatif, avec le même outil que les réglementaristes.
Le scandale aboutit également à la création de la Société de moralité publique en 1881, d'abord nommée Société d’affranchissement des blanches en 1880 par l'avocat Alexis Splingard, branche de la Fédération abolitionniste internationale. Cette organisation rassemble en 1883 deux cent cinquante membres, dont le ministre de la Justice de 1887 à 1894 Jules Lejeune, et mène des actions de lobbying pour faire évoluer la législation et « redresser » la moralité.

### Projet Lejeune
Particulièrement investi dans la défense de la morale publique, et influencé par la Conférence internationale sur la prophylaxie des maladies vénériennes de 1899 qui a lieu à Bruxelles, Jules Lejeune dépose un projet de loi au Sénat dans le but de criminaliser la prostitution. Son but est de l'associer au vagabondage, interdit depuis la loi de 1891, et d'enfermer les prostituées dans des « maisons de refuge » sur de longues périodes pour les « régénérer » et les détourner de la prostitution. La loi n'est pas votée. Cependant, des parties de cette proposition sont utilisées dans la loi de 1912 sur la protection de l'enfance concernant la prostitution des mineurs.

### Abolition du réglementarisme
Isabelle Blume dépose un projet de loi auprès de la Chambre le 26 octobre 1946 pour abolir le réglementarisme, après qu'une loi similaire a été proposée en 1933, 1936 et 1939 sans succès. La proposition de loi de Blume passe et la déréglementation de la prostitution entre ainsi en vigueur le 21 août 1948. Cette loi fait aussi que le contrôle de la prostitution ne relève plus des autorités communales, mais de l'État,. De nouveaux articles du Code pénal sont introduits et visent les tenanciers, la provocation à la débauche, et énoncent désormais que la tenue de maisons de débauche est interdite,.
Si la prostitution est légale depuis sa décriminalisation en 1948, l'article 380 du Code pénal belge (introduit par la loi du 13 avril 1995) incrimine cependant le proxénétisme et le racolage.

### Statut légal avant la réforme de 2022
Avant la réforme de 2022, l'article 380 du Code pénal sanctionnait l'embauche, le détournement, le fait de retenir ou d'entraîner une personne majeure à la débauche ou à la prostitution, la tenue d'une maison de débauche ou de prostitution, le fait de vendre, louer ou mettre à disposition des chambres ou tout local destiné à réaliser un profit anormal, et tout acte destiné à exploiter la débauche et la prostitution d'autrui. Ces actes étaient punis par une peine de prison comprise entre un et cinq ans, et d'une amende allant de cinq cents euros à vingt-cinq mille euros. Dans le cas du proxénétisme aggravé, les peines sont alourdies, allant jusqu'à cinquante mille euros d'amende et une peine de prison allant de dix à quinze ans.
Le Code pénal aggrave également les peines lorsqu'il est question d'exploitation de personnes mineures, d'exploitation de personnes en vue de tirer profit de leur activité prostitutionnelle, et personnes majeures qui se livrent à de l'exploitation sexuelle de personnes mineures. Les peines peuvent alors aller jusqu'à quinze à vingt ans de prison, et comprennent une amende pouvant aller jusqu'à cent mille euros. L'achat de services sexuels ne constitue pas une infraction. Cependant, toute relation sexuelle avec une personne mineure de moins de 14 ans est sanctionnée (article 375 du Code pénal), tout comme le fait d'assister à la débauche ou la prostitution de mineurs.
Les personnes travailleuses du sexe devaient en théorie se déclarer sous le statut fiscal de travailleur indépendant. Cependant, selon un rapport de 2011, dans les faits, elles se déclaraient souvent sous un autre emploi parfois salarié (serveur/serveuse, masseur/masseuse...) ou n'étaient pas déclarées.

## Réforme de 2022
En mars 2022, la Chambre approuve par son vote une nouvelle loi du Code pénal pour décriminaliser la prostitution. Selon cette nouvelle loi, la prostitution des mineurs demeure interdite, la publicité pour la prostitution demeure globalement interdite (mais des exceptions existent désormais), tandis que le proxénétisme est toujours puni d'une peine d'emprisonnement d'un à cinq ans et d'une amende de cinq cents euros à vingt-cinq mille euros,. Cette réforme devient effective le 1er juin de la même année. Cette forme de décriminalisation de la prostitution constitue une première en Europe,. La Belgique est le deuxième pays au monde à faire passer de telles mesures en ce qui concerne la prostitution (le premier est la Nouvelle-Zélande).
Selon le Service public fédéral Justice, c'est l'« exploitation du travail du sexe » qui est décriminalisée par cette réforme, et la publicité pour le travail du sexe est autorisée dès lors que celle-ci est effectuée pour son compte propre ou qu'elle passe par des sites internet ou journaux spécialisés. Le proxénétisme est toujours interdit, mais a été redéfini comme le fait « d'organiser la prostitution d'autrui dans le but d'en retirer un avantage, sauf dans les cas prévus par la loi », ou de « promouvoir, inciter, favoriser ou faciliter la prostitution dans le but de retirer, directement ou indirectement, un avantage anormal économique ou tout autre avantage anormal ».

## 2024: contrat de travail et statut social
Le 3 mai 2024, une nouvelle loi est votée, puis entre en force le 1er décembre 2024. Depuis cette date, la loi belge propose aux prostitués qui le souhaitent d'être encadrés par un contrat de travail en tant qu'employés et les prostitués bénéficient dans ce cadre d'un statut de travailleur. La Belgique est le premier pays au monde à proposer un statut social et salarial aux prostitués,,,.
Plusieurs dispositions sont incluses dans le cadre d'un éventuel contrat de travail. D'une part, le contrat donne aux prostitués les mêmes droits que les autres salariés, tels que l'assurance-maladie, la mutuelle, le chômage, les cotisations retraite, ou les congés payés ou maternité. La loi indique aussi que les prostitués employés peuvent refuser certains client sans être licenciés pour cela, qu'ils peuvent définir leurs propres conditions à l'acte sexuel, et qu'ils ont la possibilité de démissionner sans préavis ni indemnités. D'autre part, le contrat oblige les employeurs à respecter certaines conditions de travail telles que la taille de la chambre, la présence d'un bouton d'urgence, la mise à disposition permanente d’une personne de confiance, ou le fait de mettre à disposition des personnes prostituée des moyens pour se protéger des MSTs. Dans le cas où l'employeur ne respecterait pas ces dispositions, il sera considéré comme pratiquant du proxénétisme, ce qui est interdit par la loi belge, et pourra être poursuivi en justice pour cela,.

## Situation

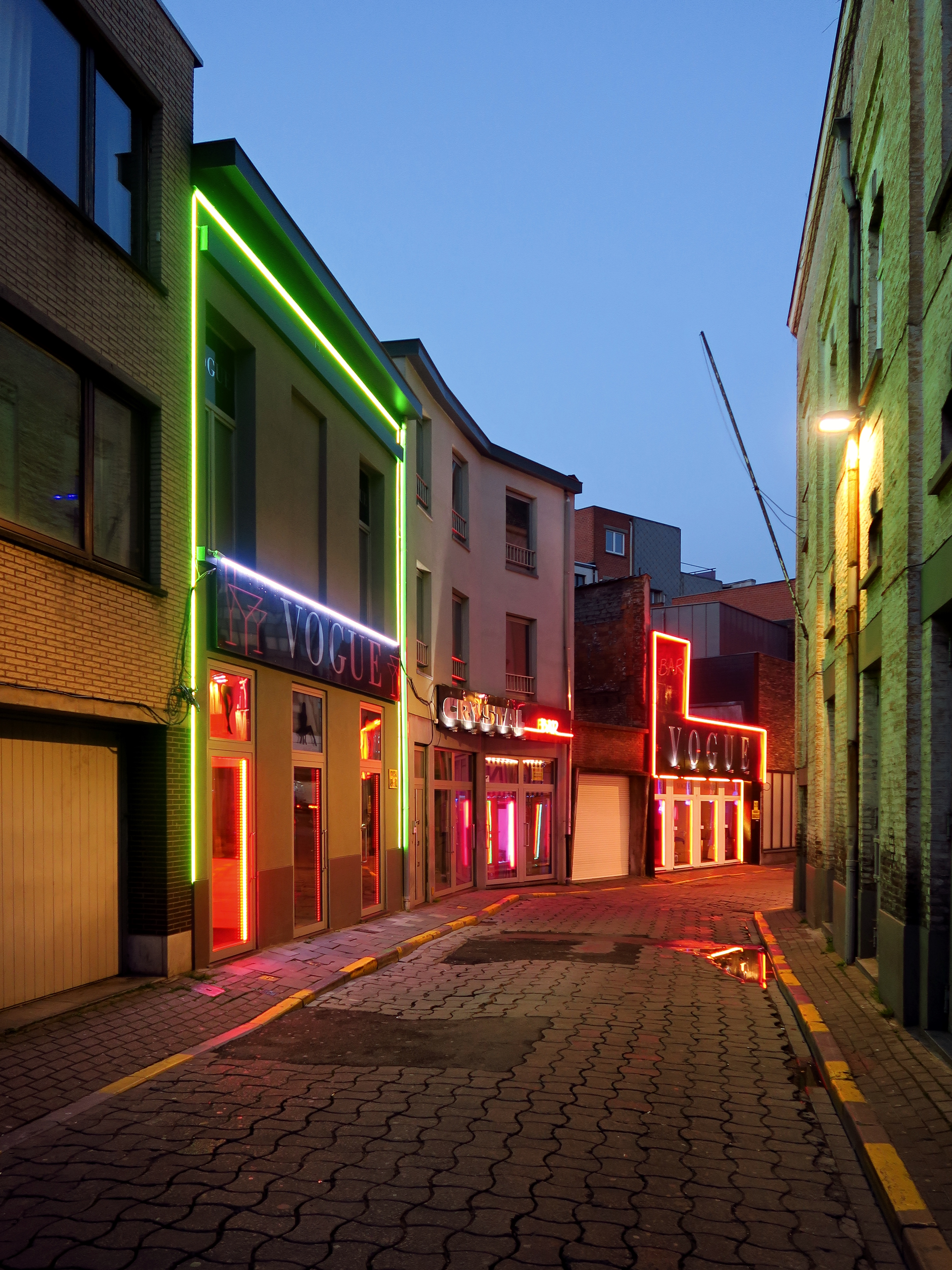
Schepenenvijverstraat, une rue de l'un des deux quartiers chauds de Gand.

Selon un discours de Joëlle Milquet en 2012 d'après un rapport de police, il y aurait environ 23 000 personnes prostituées en Belgique, et 80 % d'entre elles seraient victimes d'exploitation.
En 2019, les Belges auraient dépensé plus d'un milliard d'euros dans le commerce du sexe tarifé, soit une évolution de 27 % par rapport à 2009.
Certaines communes instaurent une taxe sur la prostitution, comme Saint-Josse-ten–Noode (650 euros par an pour les propriétaires d'un logement), Schaerbeek (4 000 euros par logement en 2015, 3 253 euros par an et par serveuse déclarée pour la rue d'Aerschot), ou encore Bruxelles-Ville (2 500 euros pour tout local où est exercée une activité de prostitution dans le quartier de l'Yser).
La question de la traite d'êtres humains à des buts d'exploitation sexuelle est également soulevée dans le cas de la prostitution en Belgique. Parmi les réseaux détectés figurent les réseaux roumains, bulgares, albanais, nigérians, et on note également des victimes marocaines et thaïlandaises.

### Sources
: document utilisé comme source pour la rédaction de cet article.
- Marie-Sylvie Dupont-Bouchat, « La prostitution urbaine : La marginalité intégrée », dans La ville et les femmes en Belgique, Bruxelles, Presses de l’Université Saint-Louis, 1993 (EAN 9782802800910, lire en ligne), p. 97-129
- Éliane Gubin, Catherine Jacques, « Prostitution », dans Encyclopédie de l'Histoire des femmes en Belgique, Bruxelles, Racine, 2018, 656 p. (EAN 9782390250524), p. 473-476.